# بول مولر (رياضياتي)
بول مولر (بالألمانية: P. Heinz Müller) (و. 1924 – 2009 م) هو رياضياتي، وأستاذ جامعي، من ألمانيا، ولد في درسدن، توفي في درسدن، عن عمر يناهز 85 عاماً.

## مناصب وهيئات
أدار جامعة دريسدن التقنية.

## جوائز
حصل على جوائز منها:
- وسام استحقاق جمهورية ألمانيا الاتحادية
- نيشان استحقاق صليب الضباط لجمهورية ألمانيا الاتحادية.